# Vignes, Pyrénées-Atlantiques
Vignes là một xã thuộc tỉnh Pyrénées-Atlantiques trong vùng Nouvelle-Aquitaine miền tây nam nước Pháp.